# Décennie 1870 en arts plastiques
Chronologie des arts plastiques
Années 1860 - Années 1870 - Années 1880
Cet article concerne les années 1870 en arts plastiques.

## Événements
- 6 septembre 1870 : Gustave Courbet devient président de la commission des Beaux-Arts[1]. Le 17 avril 1871, il est élu président de la Fédération des artistes de Paris. Il prend des mesures pour protéger les collections des musées du Louvre, de Sèvres, du Luxembourg , du château de Versailles, pour protéger l’Arc de triomphe du Carrousel, la Fontaine des Innocents  ainsi que la maison de M. Thiers[2]. Le 2 septembre 1871, Courbet est accusé de complicité dans le renversement de la colonne Vendôme. Emprisonné, condamné à payer sa reconstruction, il s’exile en Suisse le 28 juillet 1873 où il peint jusqu’à sa mort[3].

- Novembre 1870 : création en Russie de la société des expositions ambulantes (Ivan Kramskoï), avec pour mission de rapprocher la peinture du peuple[4].
- 1870 : le mécène Savva Mamontov achète la propriété d'Abramtsevo près de Moscou où se réunissent artistes et intellectuels et où sont élaborés certains éléments du style « néo-nationaliste »[5].
- 29 novembre 1871 : première exposition à Saint-Pétersbourg de la Société des expositions artistiques ambulantes, issue de « l’artel des artistes »[4].

- 20 février 1872 : ouverture du Metropolitan Museum of Art à New York[6].

- 15 avril 1874 : première exposition impressionniste à Paris chez le photographe Nadar. Impression, soleil levant, un tableau de Monet y est exposé. Monet, Renoir, Pissarro, Degas, Cézanne et Sisley soulèvent un tollé de la critique[7].
- 30 mars 1876 : ouverture de la deuxième exposition des impressionnistes dans la galerie Durand-Ruel à Paris[8].

- 21 novembre 1876 : arrivée du peintre italien Antonio Fontanesi à Tokyo ; il dispense les premiers cours de peinture occidentale au Japon[9].

- 4 au 30 avril 1877 : Troisième exposition impressionniste à Paris[10].
- 10 avril au 11 mai 1879 : Quatrième exposition impressionniste à Paris[10]

- Novembre 1879 : María (es), une jeune espagnole fille de Marcelino Sanz de Sautuola, découvre fortuitement les premières peintures rupestres attribuées à l’homme de Cro-Magnon dans la grotte d'Altamira dans les Pyrénées espagnoles[11].

## Réalisations
- 1867-1872 : Le Christ quittant le prétoire, tableau de Gustave Doré[12].
- 1868-1873 : Le Printemps, toile de Millet[13].
- Vers 1869-1870 : La Pendule noire, de Paul Cézanne[14].
- 1870 :
  - le peintre Claude Monet peint L'Hôtel des Roches Noires à Trouville.
  - Alfred Sisley peint Vue du canal Saint-Martin.
  - Édouard Manet peint Effet de neige à Petit-Montrouge.
  - Henri Fantin-Latour peint Un atelier aux Batignolles.
  - Anselm Feuerbach peint Médée.
  - Louis-Ernest Barrias sculpte le Jeune fille de Mégare.
- Vers 1870-1871 : le peintre Paul Cézanne peint  La Neige fondue à l'Estaque et La Tranchée du chemin de fer[15].
- 1870-1873 :
  - Le Combat des Amazones du peintre allemand Anselm Feuerbach[16].
  - Les Haleurs de la Volga, toile d’Ilia Répine[17].

- 8 mai 1871 : Corot termine sa toile Le Beffroi de Douai[18].
- 1871 :
  - L'Énigme, tableau de Gustave Doré.
  - Arrangement en gris et noir n°1, tableau du peintre américain James Abbott McNeill Whistler.
- 13 novembre 1872  : Monet peint Impression, soleil levant[19].
- 1872 :
  - Portrait de Dostoïevski par Vasily Perov[20].
  - Le Christ dans le désert, d'Ivan Kramskoï.
  - Le Foyer de la danse à l'Opéra de la rue Le Peletier de Degas.
  - Carrières-Saint-Denis et Berthe Morisot au bouquet de violettes, toiles d'Édouard Manet.
  - Le Canal Saint-Martin, Rue de la Chaussée à Argenteuil, et Passerelle d'Argenteuil d'Alfred Sisley.
  - Entrée du village de Voisins et Le Village de Voisins, de Camille Pissarro.
  - Pollice verso, de Jean-Léon Gérôme[21].
  - Un coin de table de Henri Fantin-Latour.
  - Vénus anadyomène, d'Arnold Böcklin[22].
- Vers 1872 : Régates à Argenteuil, de Claude Monet.
- 1873 :
  - Le Chemin de la Machine, Louveciennes[23] et La Machine de Marly d'Alfred Sisley[24].
  - Le Bureau de coton à La Nouvelle-Orléans, toile de Degas.
  - Le Chemin de fer, Bal masqué à l'opéra, Le Bateau goudronné et La Partie de croquet, toiles d'Édouard Manet.
  - Les Coquelicots et Carnaval boulevard des Capucines, de Claude Monet[25].
  - Portrait de Tolstoï par Kramskoï[26].

- Vers 1873 :
  - La Maison du docteur Gachet à Auvers de Paul Cézanne.
  - Louveciennes. Sentier de la Mi-côte, d'Alfred Sisley.
- 1873-1874 : Boulevard des Capucines, de Claude Monet[25].

- 1874 :
  - Pierre-Auguste Renoir peint La loge.
  - Bateaux quittant le port et Le Pont d'Argenteuil de Claude Monet[25].
  - Sous le pont de Hampton Court, Les Régates à Molesey et le Village de Voisins, toiles d'Alfred Sisley[25].
  - Paysanne poussant une brouette, Maison Roudest, Pontoise (Paysage près de Pontoise) de Pissarro.
  - Argenteuil, Claude Monet peignant dans son atelier, En bateau, d'Édouard Manet.
  - Les Saltimbanques, de Gustave Doré.
  - La Mort de Cléopâtre, de Jean-André Rixens[27].
- 1874-1878 : Pierre Puvis de Chavannes décore le Panthéon de Paris en retraçant la vie de Sainte Geneviève[28].

- 1875 :
  - La Seine au pont d’Iéna, toile de Gauguin[29].
  - Le Linge, d'Édouard Manet.
  - La Promenade de Claude Monet.
  - La Seine à Port-Marly - Les piles de sable, d'Alfred Sisley[25].
  - Place de la Concorde d'Edgar Degas[30].
  - Les Raboteurs de parquet, toile de Caillebotte.
- 1875-1876 : Edgar Degas peint L'Absinthe.
- 1876 :
  - Pierre-Auguste Renoir « le Bal du moulin de la Galette ». Vendu en 1990 pour 78,1 millions de dollars.
  - Sisley peint Inondation à Port-Marly[25] et La Seine à Bougival.
  - Gustave Caillebotte peint Le Pont de l'Europe.
  - Portrait de Stéphane Mallarmé, d'Édouard Manet.

- 1877 :
  - Femmes à la terrasse d’un café le soir[31] et Le Café-Concert des Ambassadeurs, pastels, de Degas.
  - Claude Monet peint la série de La Gare Saint-Lazare[25].
  - Nana, d'Édouard Manet.
  - Gustave Caillebotte peint Rue de Paris, temps de pluie.
- Vers 1877 :
  - Madame Cézanne dans un fauteuil rouge, toile de Paul Cézanne.
  - La Prune, d'Édouard Manet.
- 1877-1878 : Les Berges de l'Oise, toile de Sisley[25].
- 1877-1880 : le sculpteur français Auguste Rodin sculpte L'Âge d'airain.
- 1878 : 
  - La Neige à Louveciennes, toile d'Alfred Sisley[32].
  - Skobelev devant Chipka, peinture de Vassili Verechtchaguine[33].
  - La Rue Mosnier aux drapeaux, d'Édouard Manet.
  - La Rue Montorgueil de Claude Monet[25].
  - Vue de toits (Effet de neige), de Gustave Caillebotte
- 1879 : 
  - Adolphe Bouguereau peint La Naissance de Vénus, triomphe du « Nu académique ».
  - Le jugement de Pougatchev, peinture de Perov[33].
  - Autoportrait à la palette, Dans la serre et Chez le père Lathuille, d'Édouard Manet.
- Vers 1879 :
  - Autoportrait au chevalet, toile de Caillebotte[34].
  - Edgar Degas peint La Leçon de danse.
- 1879-1880 : Compotier, Verre et Pommes, de Paul Cézanne.

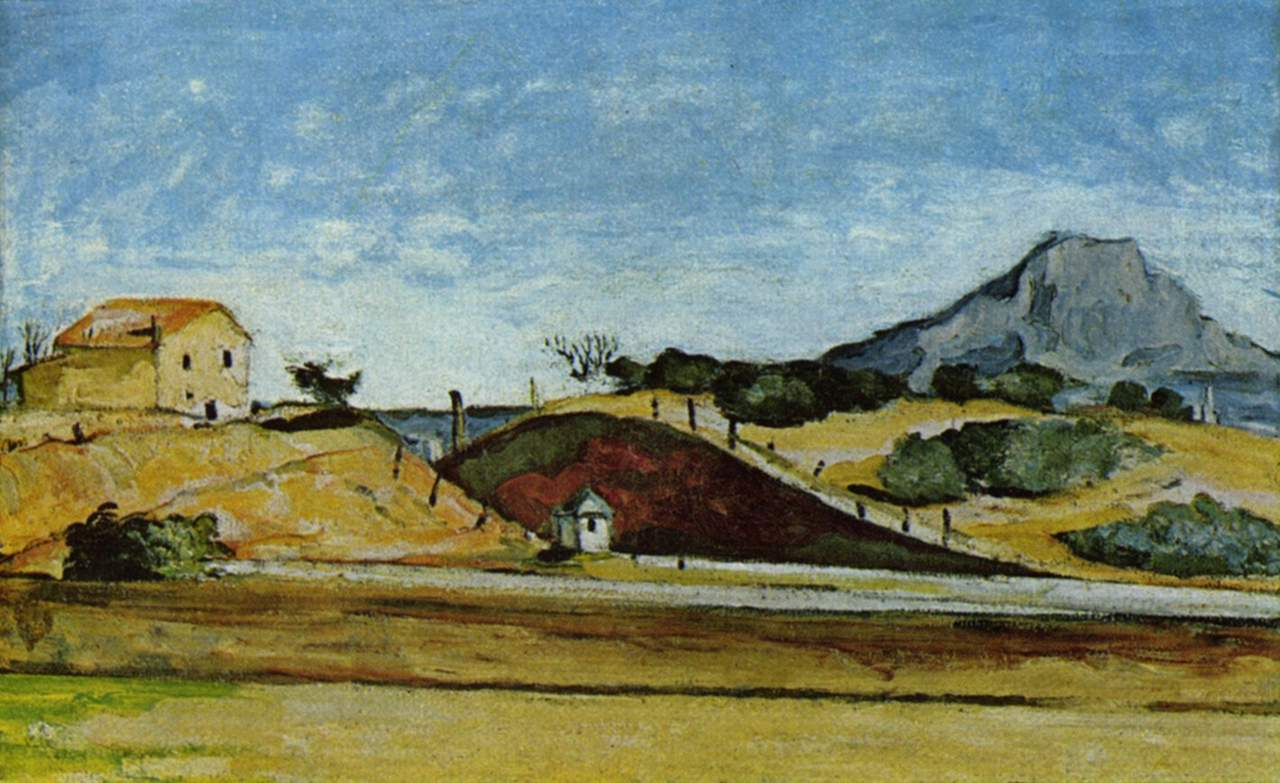
La Tranchée du chemin de fer, Paul Cézanne.
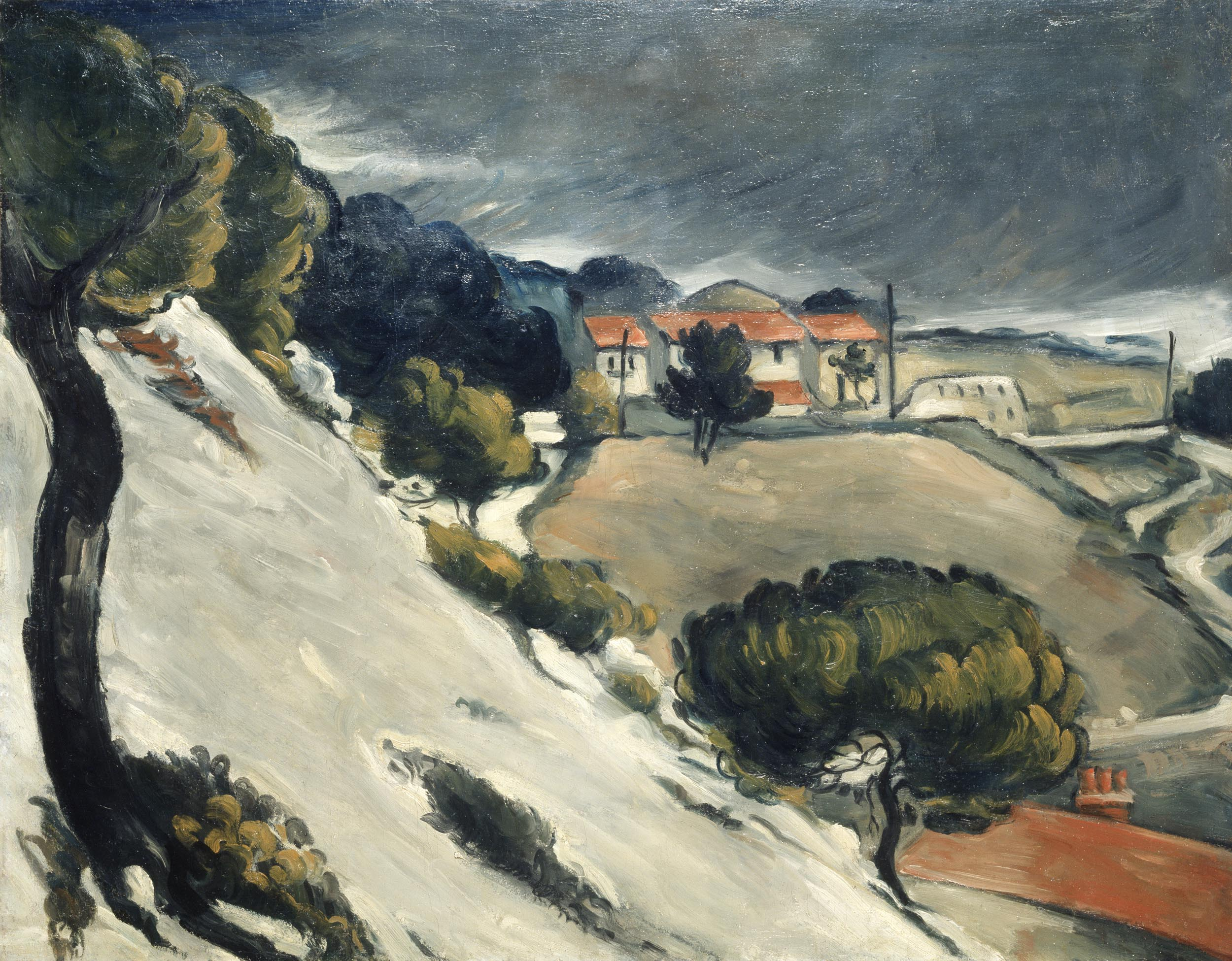
La Neige fondue à l'Estaque, Paul Cézanne.
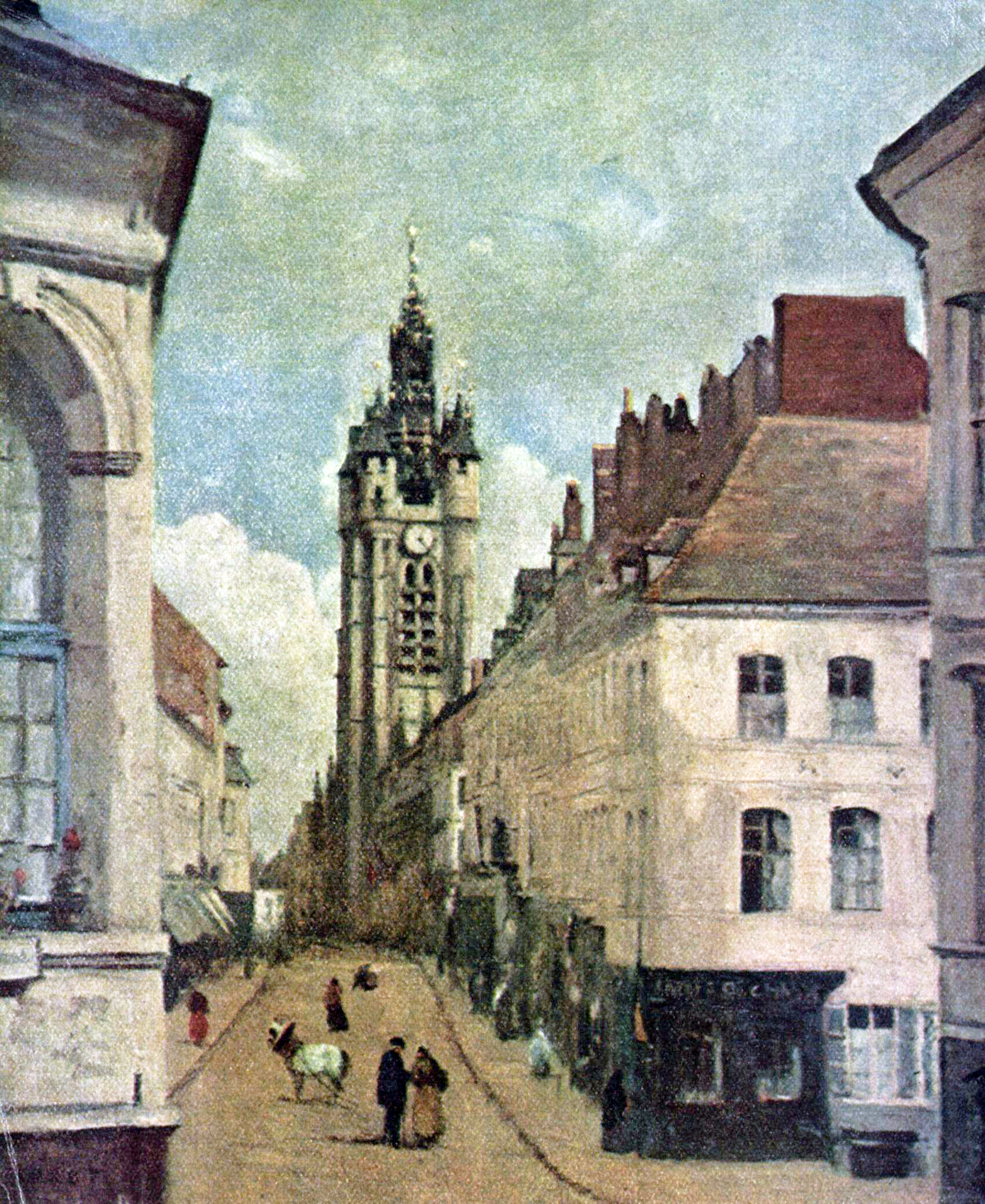
Le Beffroi de Douai, Corot.
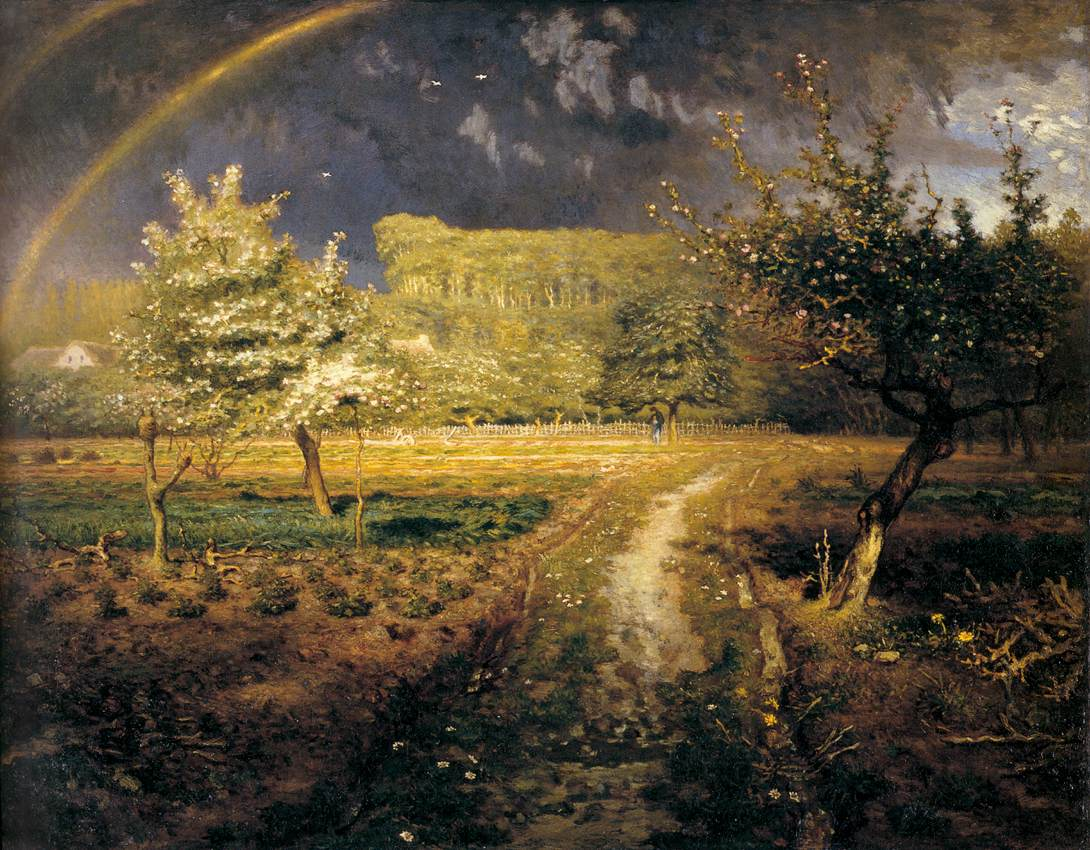
Le Printemps, Millet.
Portrait de Tolstoï, Kramskoï.
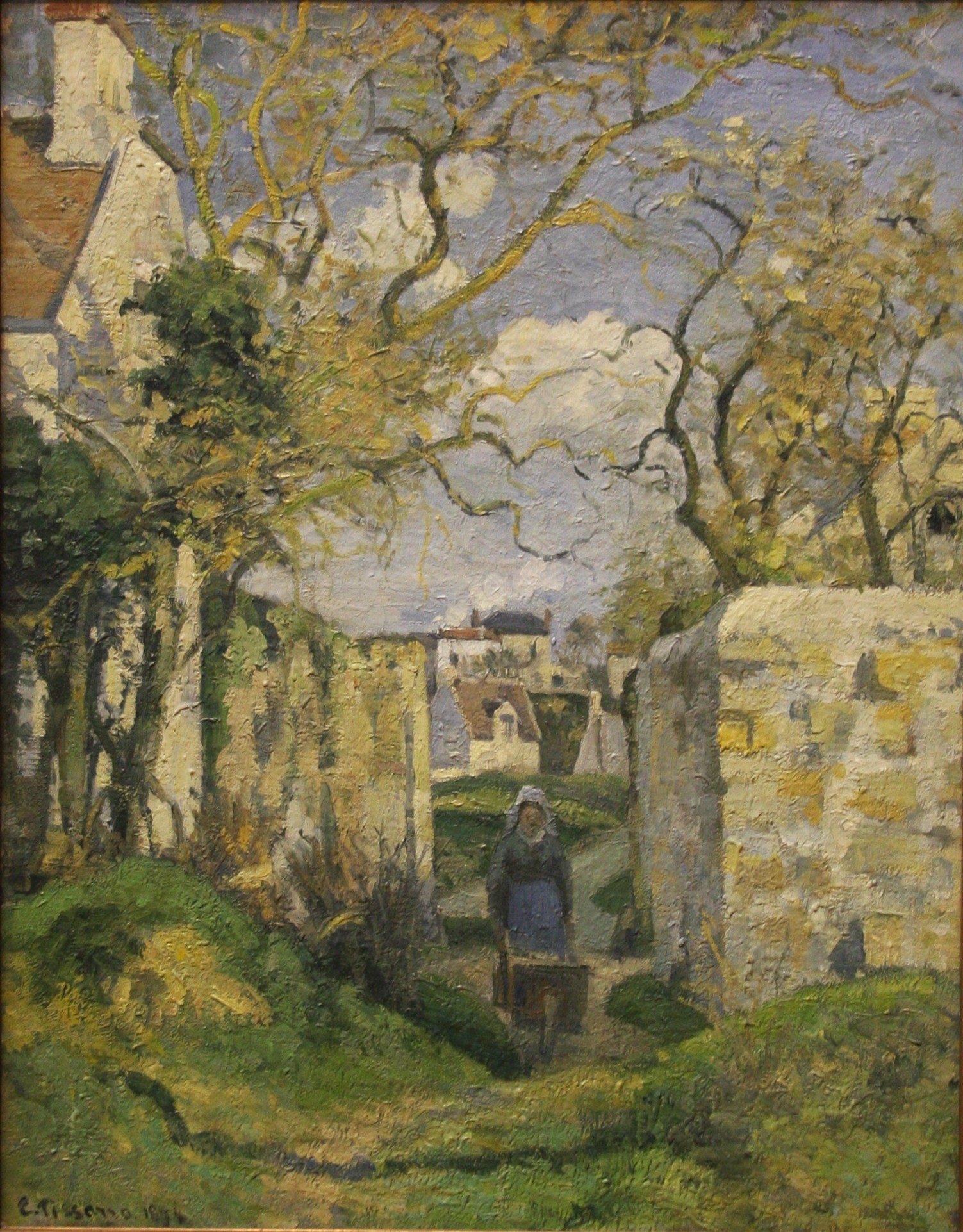
Paysanne poussant une brouette, Maison Roudest, Pontoise, Camille Pissarro.
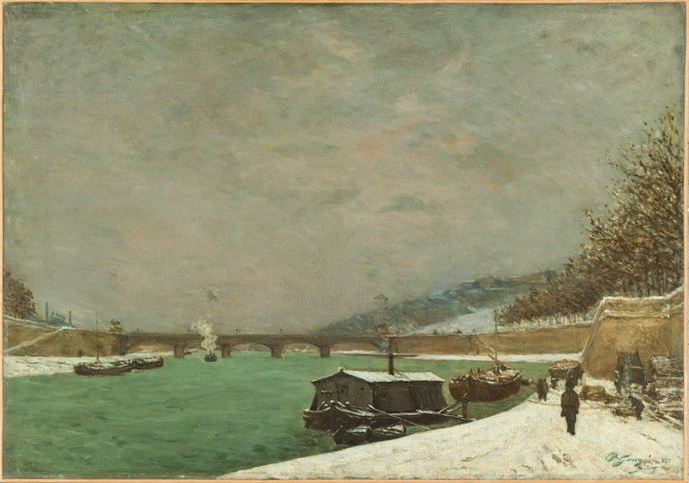
La Seine au pont d’Iéna, Gauguin.
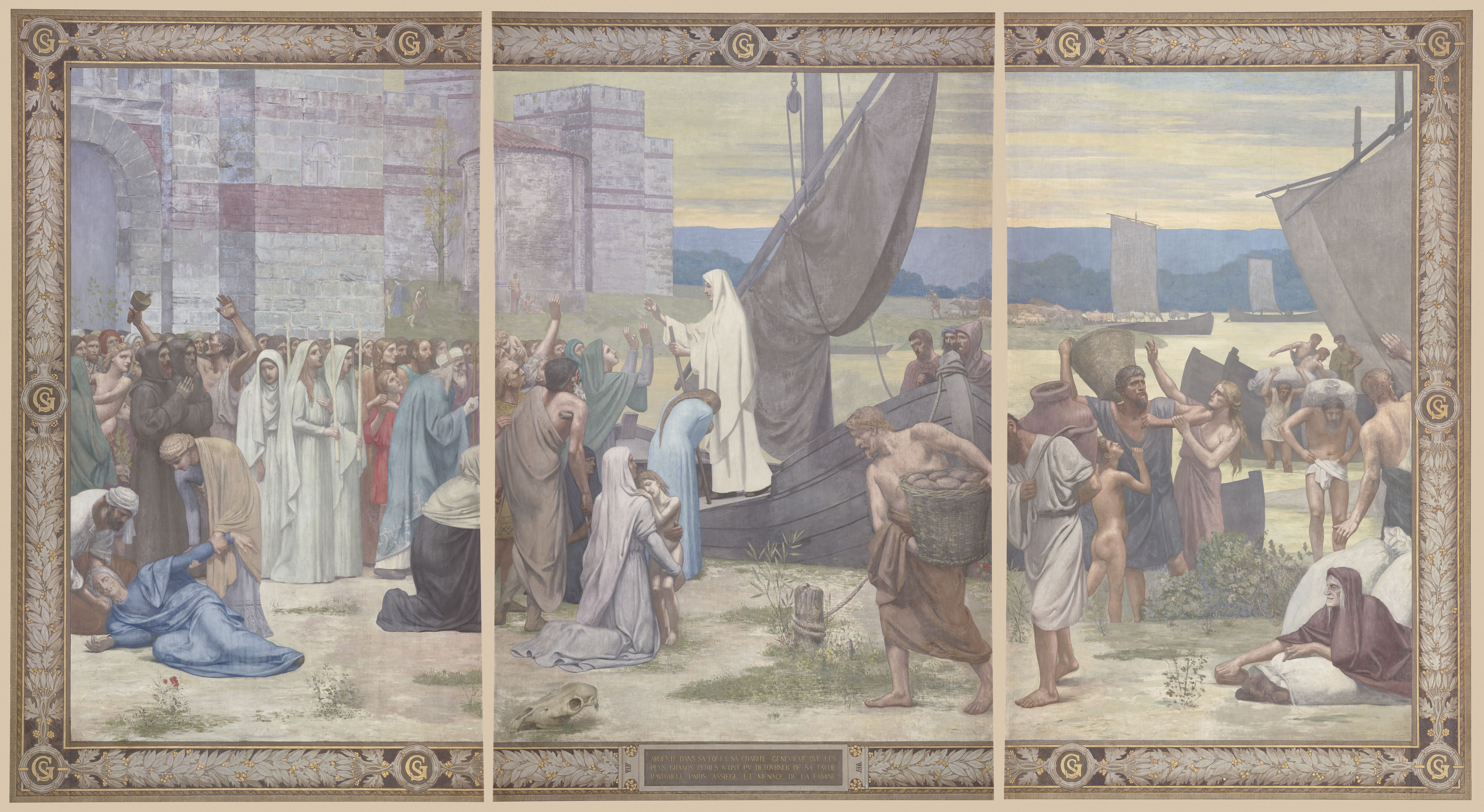
Sainte Geneviève ravitaillant Paris assiégé, Pierre Puvis de Chavannes.
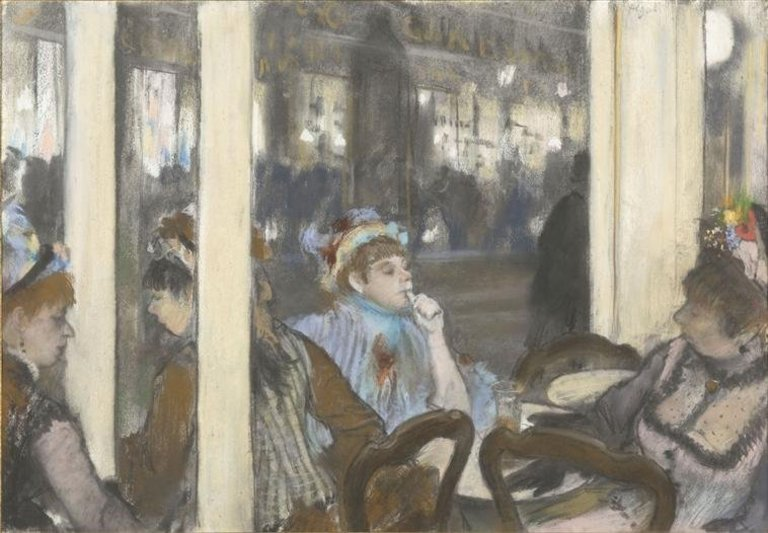
'Femmes à la terrasse d’un café le soir,  Degas.
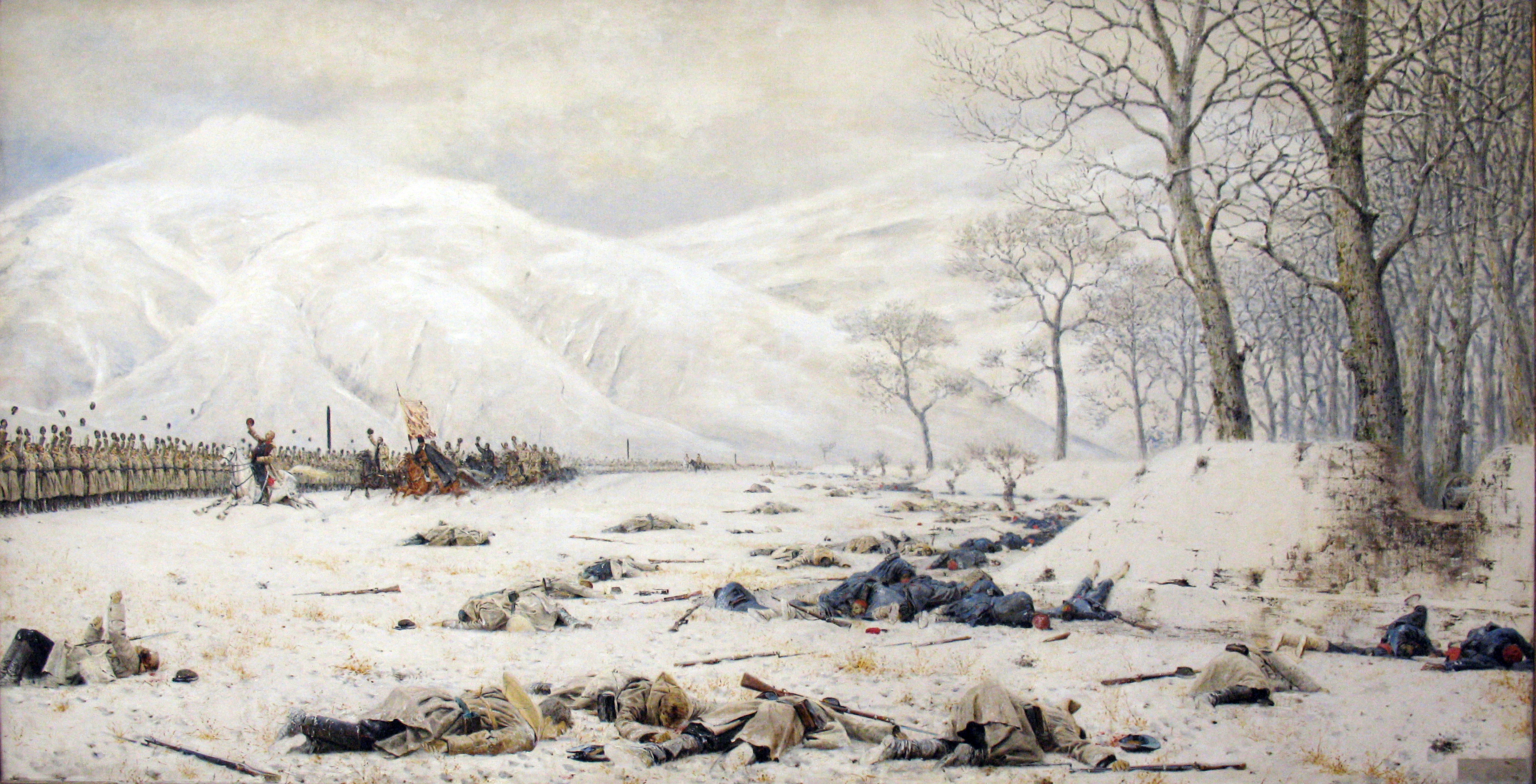
Skobelev devant Chipka, Vassili Verechtchaguine.
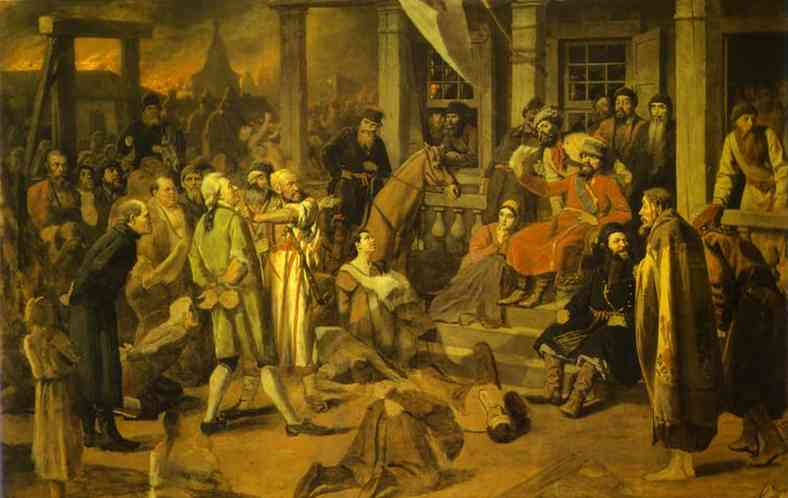
Le jugement de Pougatchev, Perov.